# Східні Піренеї

Розташування Північної Каталонії на мапі каталанських країн

Див. також Русільйон
Схі́дні Пірене́ї (фр. Pyrénées-Orientales, кат. Pirineus Orientals, окс. Pirenèus Orientals) — департамент на півдні Франції, один з департаментів регіону Окситанія.
Порядковий номер 66.
Адміністративний центр — Перпіньян.
Населення 392,8 тисяч чоловік (57-е місце серед департаментів, дані 1999 року.).

## Географія
Площа території 4 116 км². Розташований в межах системи Піренеїв департамент на сході виходить до Середземного моря, на півдні межує з Іспанією. 
Департамент включає 3 округи, 31 кантон і 226 комун.

## Історія
Історія Русільйону тісно пов'язана з історією Каталонського князівства, за винятком його короткого перебування в складі Майорканського королівства. Однак після укладання Піренейського договору, в 1659 році ця територія була передана в склад Французького королівства.
Колиска Барселонського дому
Родина графів і королів Барселонського дому почалася на півночі Каталонії: в селі Ріа (колишня Арріа), поблизу міста Прада, в Конфлані.
На місці, де зараз розташовані Східні Піренеї або Північна Каталонія, в середні віки існували Серданьське, Конфланське та Руссільйонське графства. Мало-помалу їх приєднали до Барселонського дому, так, як і інші каталонські графства. Останнім приєднаним графством з Північної Каталонії став Руссільон у 1172 році, після того, як останній граф Руссільону, Жірарт II, помер без потомства [1].
Між 1276 і 1344 роками північні каталонські графства разом з окситанським містом Монпельє перебували в складі Майрканського королівства[1] . Це відбулось згідно рішення короля Хайме I, який після смерті розділив свої володіння між двома своїми синами, Педро і Хайме[1]. У 1343 році король Педро Церемонійний розпочав вторгнення в королівство і відновив його в складі Корони Арагона в 1344 році [2] [1]

### Війни з Францією
У 1258 році Корбейський договір встановив кордон між Каталонією та територіями французької корони, розташованими в Ле-Корберес, так що графства Россельо, Капсір, Серданья та Валєспір залишаються на каталонській стороні, а Фенольєда — на французькій [3]. ]
У XV столітті Франція кілька разів окупувала графства Руссільон і Серданья і в деяких випадках окупація тривала до двадцяти років [1] . Відбулися важливі облоги міста Перпіньян, жителі якого отримали прізвисько щурожери і з тих пір місто носило титул «Fidelíssima» [1].
У XVII столітті відбулися події, які призвели до поділу Каталонії. Іспанська монархія, яка перебувала у стані війні з Францією, напрасила кастильські війська до Каталонії, які через неотрману плату займаються пограбуваннями, зґвалтуваннями та вбивствами, [1] що викликає невдоволення каталонців. Отже, у 1640 році Генералітат Каталонії розпочав війну на відєднання від Іспанської Монархії, яку назвали Війною женців і яка тривала 19 років [1] . Врешті війна була програна, і тому частина Каталонії на півночі була окупована французами, а на півдні — кастильцями.
Східні Піренеї — один з перших серед 83 департаментів, створених в березні 1790 р. Знаходиться на території колишньої провінції Русcільйон.
Північна Каталонія традиційно поділяється на історичні райони (кат. comarca, кумарки) : Алта-Сарданью, Капсі, Кунфлен, Баляспі та Руcсільйон, який у свою чергу поділяється на під-райони (під-кумарки) — Курбера, Саланка, Рібарал, Аспрас, Долина Руcсільйону та Албера і Коста Бармеля.

## Сучасний адміністративний устрій
Не зважаючи на те, що французьким законодавством не передбачено поділу департаментів на дрібніші адміністративні території, багато комун Східних Піренеїв об'єднуються у так звані «об'єднання комун» (фр. communautés de communes та фр. communauté d'agglomération), які повторюють історичні райони (кумарки) Північної Каталонії.